# Frankfurt Flyers
Die Frankfurt FLYERS sind ein reiner Trampolin-Verein, der am 25. Juni 2003 in Frankfurt am Main gegründet wurde.
Der Verein entstand aus einem Talentprojekt im Zuge der Olympiabewerbung des Rhein-Main-Gebietes für 2012.
Seit 2004 sind die Frankfurt FLYERS in der Trampolin-Bundesliga vertreten und wurden 2005 und 2008 dort Deutscher Vereinsmeister, ebenso in den Jahren 2016, 2017 und 2018. Unzählige nationale und internationale Erfolge wurden bereits erzielt.